# Port lotniczy Faro

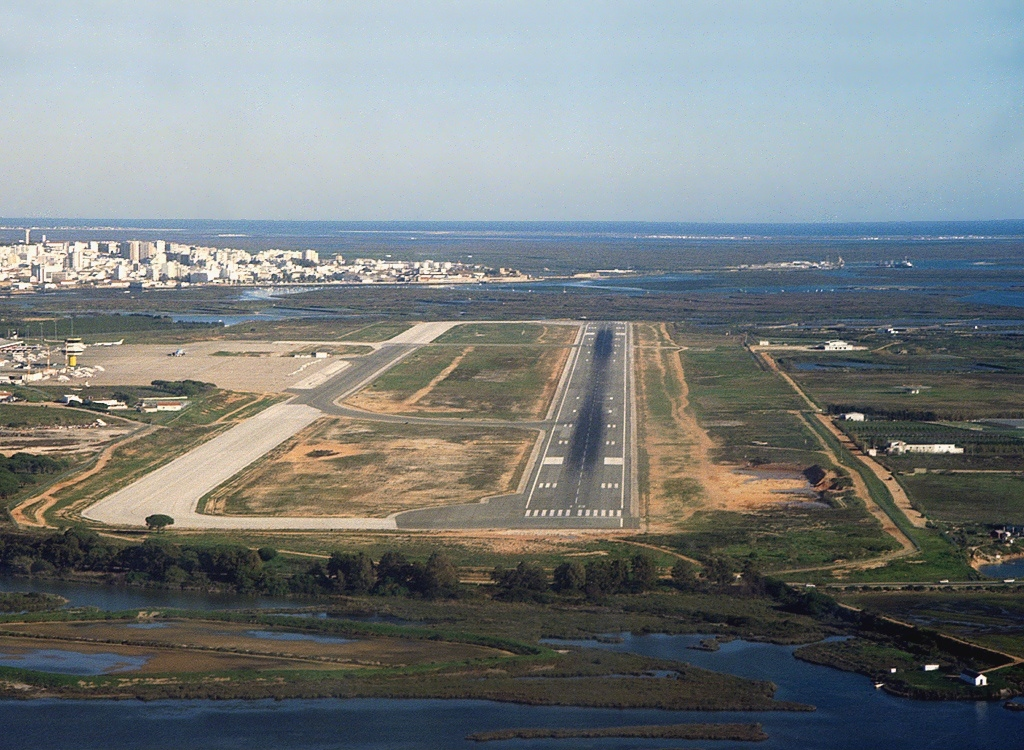
Widok od strony Oceanu Atlantyckiego

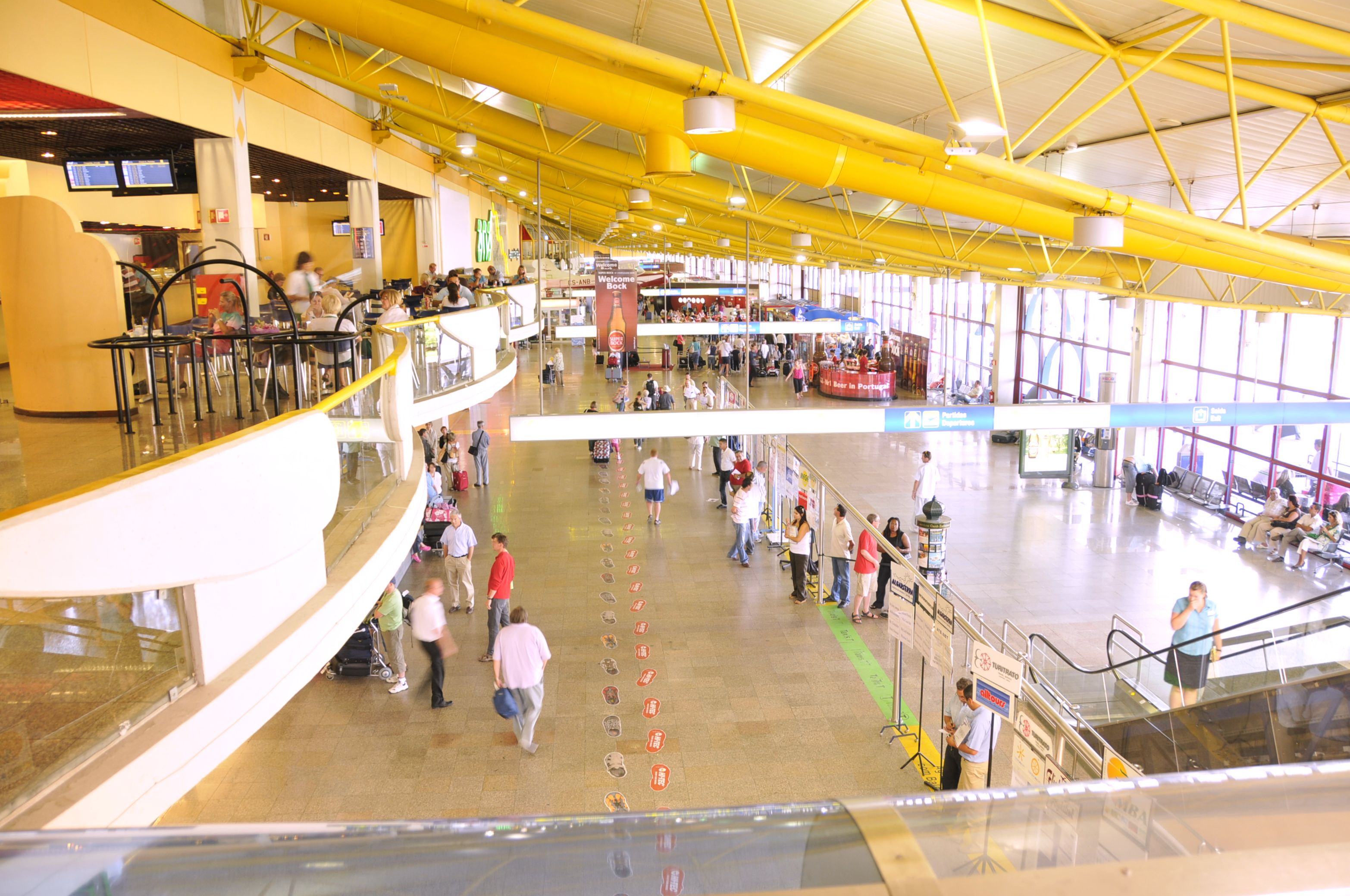
Wnętrze terminalu

Port lotniczy Faro – międzynarodowe lotnisko, zlokalizowane 3 km na zachód od Faro, niedaleko wybrzeża Oceanu Atlantyckiego. Otwarte 11 lipca 1965, jest jedynym portem lotniczym w Algarve. W 2019 obsłużyło 9 009 000 pasażerów, co plasowało je na trzecim miejscu wśród wszystkich portów lotniczych w Portugalii (po Lizbonie i Porto).

## Linie lotnicze i połączenia
| Linia lotnicza                | Kierunek |
| ----------------------------- | --- |
| Aer Lingus                    | 1. Dublin Sezonowo: 1. Cork |
| Air France                    | 1. Paryż-Charles de Gaulle |
| Air Transat                   | 1. Toronto-Pearson |
| Azores Airlines               | 1. Ponta Delgada |
| British Airways               | 1. Londyn-Gatwick Sezonowo: 1. Londyn-City 2. Londyn-Heathrow 3. Southampton Sezonowe czartery: 1. Derry 2. Guernsey |
| Brussels Airlines             | 1. Bruksela |
| Chair Airlines                | Sezonowo: 1. Zurych |
| Condor                        | Sezonowo: 1. Düsseldorf 2. Frankfurt 3. Hamburg 4. Lipsk/Halle 5. Monachium |
| easyJet                       | 1. Amsterdam 2. / Bazylea 3. Belfast-International 4. Bordeaux 5. Bristol 6. Genewa 7. Glasgow 8. Liverpool 9. Londyn-Gatwick 10. Londyn-Luton 11. Lyon 12. Manchester 13. Mediolan-Malpensa 14. Nantes 15. Paryż-Charles de Gaulle 16. Paryż-Orly Sezonowo: 1. Barcelona 2. Berlin 3. Birmingham 4. Londyn-Southend 5. Southampton 6. Tuluza |
| Edelweiss Air                 | 1. Zurych |
| Eurowings                     | 1. Kolonia 2. Düsseldorf 3. Hanower 4. Sztokholm-Arlanda 5. Stuttgart Sezonowo: 1. Hamburg |
| Finnair                       | 1. Helsinki |
| Iberia                        | Sezonowo: 1. Madryt |
| Jet2.com                      | 1. Belfast-International 2. Birmingham 3. Bristol 4. East Midlands 5. Edynburg 6. Glasgow 7. Leeds/Bradford 8. Londyn-Stansted 9. Manchester 10. Newcastle Sezonowo: 1. Liverpool |
| Lufthansa                     | 1. Frankfurt 2. Monachium |
| Luxair                        | 1. Luksemburg |
| Marabu                        | Sezonowo: 1. Hamburg 2. Monachium |
| Norwegian Air Shuttle         | 1. Kopenhaga 2. Oslo-Gardermoen 3. Sztokholm-Arlanda |
| Play                          | Sezonowo: 1. Reykjavik-Keflavik (od 12 kwietnia 2024) |
| Ryanair                       | 1. Aarhus 2. Paryż-Beauvais 3. Belfast-International 4. Mediolan-Bergamo 5. Berlin 6. Birmingham 7. Bournemouth 8. Bristol 9. Bruksela-Charleroi 10. Cork 11. Dublin 12. East Midlands 13. Edynburg 14. Eindhoven 15. Glasgow-Prestwick 16. Frankfurt-Hahn 17. Karlsruhe/Baden-Baden 18. Leeds/Bradford 19. Liverpool 20. Londyn-Luton 21. Londyn-Stansted 22. Manchester 23. Memmingen 24. Newcastle 25. Newquay 26. Porto 27. Wiedeń 28. Weeze Sezonowo: 1. Aberdeen 2. Barcelona 3. Bordeaux 4. Budapeszt 5. Cardiff 6. Kolonia/Bonn 7. Kopenhaga 8. Exeter 9. Kerry 10. Knock 11. Kraków 12. Luksemburg 13. Madryt 14. Marrakesz 15. Marsylia 16. Norwich 17. Norymberga 18. Rzym-Fiumicino 19. Shannon 20. Tees Valley 21. Tuluza 22. Warszawa-Modlin |
| Scandinavian Airlines System  | 1. Kopenhaga 2. Göteborg 3. Sztokholm Sezonowo: 1. Oslo-Gardermoen |
| Smartwings                    | Sezonowo: 1. Katowice 2. Praga 3. Warszawa-Chopin |
| Swiss International Air Lines | Sezonowo: 1. Genewa |
| TAP Portugal                  | 1. Lizbona |
| Transavia                     | 1. Amsterdam 2. Bruksela 3. Eindhoven 4. Lyon 5. Nantes 6. Paryż-Orly 7. Rotterdam/Haga Sezonowo: 1. Nicea (od 18 lipca 2024) |
| TUI Airways                   | Sezonowo: 1. Birmingham 2. East Midlands 3. Londyn-Gatwick 4. Manchester |
| TUI fly Belgium               | Sezonowo: 1. Bruksela |
| TUI fly Deutschland           | Sezonowo: 1. Düsseldorf 2. Frankfurt 3. Hamburg 4. Hanower 5. Stuttgart |
| United Airlines               | Sezonowo: 1. Newark |
| Volotea                       | Sezonowo: 1. Bilbao 2. Brest-Bretagne 3. Lille 4. Lyon 5. Nantes 6. Strasburg 7. Tuluza |
| Vueling Airlines              | Sezonowo: 1. Barcelona 2. Bilbao |
| Wizz Air                      | Sezonowo: 1. Londyn-Gatwick |